# Дероње
Дероње (мађ. Dernye) су село у општини Оџаци, у Западнобачком округу, у Србији.
Овде се налазе Српска православна црква у Дероњама и ФК Омладинац Дероње.

## Историја
Место се први пут помиње под мађарским називом Déronya 1764. године. 1814. године у Дероњу је саграђена прва католичка црква.
Садашња православна црква је подигнута 1869. године и посвећена је Сабору светог архангела Михаила. Она је подигнута на месту старијег храма скромнијих димензија. Унутрашњост храма је подељен на четири травеја прислоњеним пиластрима, који се понављају и на фасадама наглашавајући вертикалну поделу. Фасадни пиластри су спојени профилисаним луковима испод којих се налазе издужени прозори у виду монофора. Дуж олтарског и певничких простора тече фриз слепих аркада на конзолама. Изнад је богато профилисани кровни венац. Репрезентативним западним прочељем доминира кула-звоник. Главни портал, уоквирен стубовима и надвишен луком, завршава се полукружним пољем у коме је сликана представа патрона храма. Иконостасну преграду, преузету из старије цркве, осликао је Јован Исаиловић Старији 1792. године. Живопис је извео почетком 20. века Рафаило Момчиловић. Ђорђе Славнић родом Дероњац у Турији је цркви родног места поклонио 1857. године, сребром оковано јеванђеље.
Основна школа у Дероњама, на основу историјских докумената, постоји од 1733. године. Деца су се окупљала у једној соби, а свештеник их је обучавао. У школи се учило читање, писање, поуке о хришћанској науци и певање по верском закону. За време бербе грожђа и две до три недеље у време увожења летина школа је била затворена. 1856. године школа постаје четвороразредна и зове се Српска црквена-вероиспиведна школа. У почетку наставу и даље држе верска лица, а касније школовани учитељи. Настава се одржавала у две зграде. Школска зграда је изграђена 1893. године, а након Другог светског рата је дограђена и реновирана. Школовање у трајању од шест година се изводило у периоду од 1880. до 1952. године, а од 1954. школа је прерасла у потпуну осмогодишњу.
Након Другог светског рата, за време колонизације, у Дероње су досељени људи из околине Пирота.

## Демографија
Према попису из 2022. било је 2106 становника (према попису из 2002. било је 2847 становника). У насељу има 800 домаћинстава, а просечан број чланова по домаћинству је 3,11.
Кретање броја становника:
- 1869: 2.241
- 1880: 2.234
- 1890: 2.340
- 1900: 2.506
- 1910: 2.668
- 1921: 2.752
- 1931: 2.902

У насељу Дероње 2002. је живео 2241 пунолетни становник, а просечна старост становништва износи 40,0 година (38,5 код мушкараца и 41,5 код жена).
Ово насеље је углавном насељено Србима (према попису из 2002. године), а у последња четири пописа примећен је пад у броју становника.
|  |

| Демографија | Демографија | Демографија |
| Година      | Становника  | Становника  |
| ----------- | ----------- | ----------- |
| 1948.       | 3.147       |             |
| 1953.       | 3.337       |             |
| 1961.       | 3.312       |             |
| 1971.       | 3.154       |             |
| 1981.       | 2.963       |             |
| 1991.       | 2.889       | 2.787       |
| 2002.       | 2.847       | 2.913       |
| 2011.       | 2.487       | 2.598       |

| Етнички састав према попису из 2002.‍ | Етнички састав према попису из 2002.‍ | Етнички састав према попису из 2002.‍ | Етнички састав према попису из 2002.‍ | Етнички састав према попису из 2002.‍ |
| ------------------------------------ | ------------------------------------ | ------------------------------------ | ------------------------------------ | ------------------------------------ |
|                                      |                                      |                                      |                                      |                                      |
| Срби                                 | Срби                                 |                                      | 2.458                                | 86,33%                               |
| Роми                                 | Роми                                 |                                      | 307                                  | 10,78%                               |
| Хрвати                               | Хрвати                               |                                      | 14                                   | 0,49%                                |
| Мађари                               | Мађари                               |                                      | 13                                   | 0,45%                                |
| Русини                               | Русини                               |                                      | 6                                    | 0,21%                                |
| Црногорци                            | Црногорци                            |                                      | 4                                    | 0,14%                                |
| Словаци                              | Словаци                              |                                      | 4                                    | 0,14%                                |
| Немци                                | Немци                                |                                      | 2                                    | 0,07%                                |
| Муслимани                            | Муслимани                            |                                      | 2                                    | 0,07%                                |
| Бошњаци                              | Бошњаци                              |                                      | 2                                    | 0,07%                                |
| Југословени                          | Југословени                          |                                      | 2                                    | 0,07%                                |
| Украјинци                            | Украјинци                            |                                      | 1                                    | 0,03%                                |
| Словенци                             | Словенци                             |                                      | 1                                    | 0,03%                                |
| Македонци                            | Македонци                            |                                      | 1                                    | 0,03%                                |
| непознато                            | непознато                            |                                      | 18                                   | 0,63%                                |

| \| \| м \| \| \| ж \| \| ? \| 12 \| \| \| 15 \| \| 80+ \| 19 \| \| \| 41 \| \| 75—79 \| 44 \| \| \| 61 \| \| 70—74 \| 68 \| \| \| 86 \| \| 65—69 \| 90 \| \| \| 112 \| \| 60—64 \| 63 \| \| \| 87 \| \| 55—59 \| 57 \| \| \| 67 \| \| 50—54 \| 98 \| \| \| 73 \| \| 45—49 \| 145 \| \| \| 105 \| \| 40—44 \| 93 \| \| \| 106 \| \| 35—39 \| 96 \| \| \| 105 \| \| 30—34 \| 83 \| \| \| 82 \| \| 25—29 \| 77 \| \| \| 87 \| \| 20—24 \| 100 \| \| \| 81 \| \| 15—19 \| 112 \| \| \| 92 \| \| 10—14 \| 105 \| \| \| 90 \| \| 5—9 \| 90 \| \| \| 78 \| \| 0—4 \| 63 \| \| \| 64 \| \| Просек : \| 38,5 \| \| \| 41,5 \| |      |  |  |      |
| |      |  |  |      |
| | м    |  |  | ж    |
| ? | 12   |  |  | 15   |
| 80+ | 19   |  |  | 41   |
| 75—79 | 44   |  |  | 61   |
| 70—74 | 68   |  |  | 86   |
| 65—69 | 90   |  |  | 112  |
| 60—64 | 63   |  |  | 87   |
| 55—59 | 57   |  |  | 67   |
| 50—54 | 98   |  |  | 73   |
| 45—49 | 145  |  |  | 105  |
| 40—44 | 93   |  |  | 106  |
| 35—39 | 96   |  |  | 105  |
| 30—34 | 83   |  |  | 82   |
| 25—29 | 77   |  |  | 87   |
| 20—24 | 100  |  |  | 81   |
| 15—19 | 112  |  |  | 92   |
| 10—14 | 105  |  |  | 90   |
| 5—9 | 90   |  |  | 78   |
| 0—4 | 63   |  |  | 64   |
| Просек : | 38,5 |  |  | 41,5 |

| Година пописа     | 1948. | 1953. | 1961. | 1971. | 1981. | 1991. | 2002. |
| ----------------- | ----- | ----- | ----- | ----- | ----- | ----- | ----- |
| Број домаћинстава | 686   | 770   | 870   | 942   | 929   | 991   | 857   |

| Број чланова      | 1   | 2   | 3   | 4   | 5   | 6  | 7  | 8 | 9 | 10 и више | Просек |
| ----------------- | --- | --- | --- | --- | --- | -- | -- | - | - | --------- | ------ |
| Број домаћинстава | 136 | 196 | 119 | 200 | 111 | 70 | 16 | 6 | 3 | 0         | 3,32   |

| Пол    | Укупно | Неожењен/Неудата | Ожењен/Удата | Удовац/Удовица | Разведен/Разведена | Непознато |
| ------ | ------ | ---------------- | ------------ | -------------- | ------------------ | --------- |
| Мушки  | 1.157  | 295              | 778          | 45             | 29                 | 10        |
| Женски | 1.200  | 160              | 776          | 221            | 38                 | 5         |
| УКУПНО | 2.357  | 455              | 1.554        | 266            | 67                 | 15        |

| Пол    | Укупно                    | Пољопривреда, лов и шумарство | Рибарство                            | Вађење руде и камена | Прерађивачка индустрија       |
| ------ | ------------------------- | ----------------------------- | ------------------------------------ | -------------------- | ----------------------------- |
| Мушки  | 700                       | 357                           | 1                                    | 0                    | 109                           |
| Женски | 463                       | 288                           | 0                                    | 0                    | 56                            |
| Укупно | 1.163                     | 645                           | 1                                    | 0                    | 165                           |
|        |                           |                               |                                      |                      |                               |
| Пол    | Производња и снабдевање   | Грађевинарство                | Трговина                             | Хотели и ресторани   | Саобраћај, складиштење и везе |
| Мушки  | 2                         | 22                            | 37                                   | 26                   | 10                            |
| Женски | 1                         | 0                             | 38                                   | 6                    | 4                             |
| Укупно | 3                         | 22                            | 75                                   | 32                   | 14                            |
|        |                           |                               |                                      |                      |                               |
| Пол    | Финансијско посредовање   | Некретнине                    | Државна управа и одбрана             | Образовање           | Здравствени и социјални рад   |
| Мушки  | 2                         | 2                             | 13                                   | 8                    | 4                             |
| Женски | 3                         | 8                             | 6                                    | 20                   | 12                            |
| Укупно | 5                         | 10                            | 19                                   | 28                   | 16                            |
|        |                           |                               |                                      |                      |                               |
| Пол    | Остале услужне активности | Приватна домаћинства          | Екстериторијалне организације и тела | Непознато            | Непознато                     |
| Мушки  | 28                        | 0                             | 0                                    | 79                   | 79                            |
| Женски | 3                         | 1                             | 0                                    | 17                   | 17                            |
| Укупно | 31                        | 1                             | 0                                    | 96                   | 96                            |

## Галерија
- Католичка црква
- Распеће испред католичке цркве
- Торањ католичке цркве